# جو موليت
جو موليت (بالإنجليزية: Joe Mullett)‏ هو لاعب كرة قدم بريطاني في مركز ظهير ‏، ولد في 2 أكتوبر 1936 في Halesowen ‏ في المملكة المتحدة، وتوفي في 1995 في Cradley Heath ‏ في المملكة المتحدة. لعب مع برمنغهام سيتي ونادي كينغز لين ونورويتش سيتي.